# Jona Weinhofen

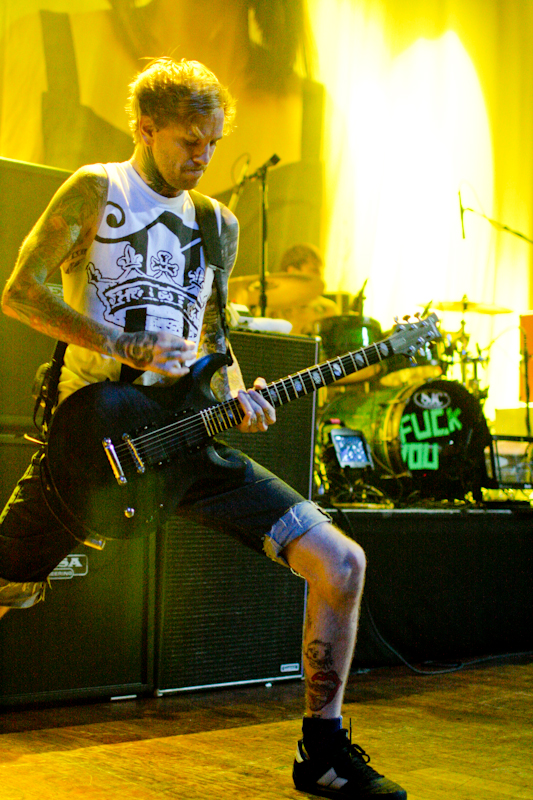
Jona Weinhofen bei einem Konzert, 2009

Jona Weinhofen (* 1. Januar 1983) ist ein australischer Gitarrist, der bei Bleeding Through und Bring Me the Horizon spielte und momentan bei I Killed the Prom Queen aktiv ist. Zudem war er Manager der Death-Metal-Band The Red Shore aus Geelong. Er lebt vegan und nach dem Straight-Edge-Prinzip.

## Karriere

### 2000/2002: I Killed the Prom Queen
Weinhofen gründete mit JJ Peters die Band I Killed the Prom Queen und hat bei allen Veröffentlichungen der Band mitgewirkt. Zwischen 2004 und kurz vor der Trennung 2007 war er Manager der Band. Es hieß, dass die Band sich 2008 wiedervereint habe, jedoch nur um eine Abschieds-Tour auf die Beine zu stellen. Auf der MySpace-Webpräsenz hieß es Anfang 2010, dass die Band sogar ein neues Album produzieren wolle.
Tatsächlich fand 2011 dann doch noch eine Wiedervereinigung statt, jedoch wollte Weinhofen Bring Me the Horizon zu diesem Zeitpunkt nicht verlassen. Seit 2013 ist Weinhofen nach seinem Ausstieg bei Bring Me the Horizon lediglich bei I Killed the Prom Queen aktiv und veröffentlichte mit der Band das Comeback-Album Beloved.

### Bleeding Through
Weinhofen wurde eingeladen für Bleeding Through zu spielen, nachdem Scott Danaugh die Band verlassen hatte. Er wirkte bei der Veröffentlichung Declaration mit und ist auf mehreren Musikvideos der Band zu sehen. Aufgrund von Heimweh und Probleme mit der amerikanischen Lebensweise verließ Weinhofen die Band Mitte 2009 wieder. Zudem kamen Differenzen zwischen ihm und dem Label Trustkill Records auf, was zu seinem definitiven Abschied von der Band führte.

### Bring Me the Horizon
Als Anfang 2009 der Gitarrist der Band, Curtis Ward, Bring Me the Horizon verließ, wurde Weinhofen im März desselben Jahres eingeladen als Gitarrist für ihre Tour einzuspringen. Im Juli 2009 wurde von Oliver Sykes bekannt gegeben, dass Weinhofen festes Mitglied der Band wird. 2010 erschien das Album There Is a Hell, Believe Me I’ve Seen It. There Is a Heaven, Let’s Keep It a Secret. Zwischenzeitlich fungierte er auch als Produzent und produzierte das zweite Album Concerto for the Undead der italienischen Metalcore-Band Stigma.
Anfang des Jahres 2013 gab Weinhofen über seine Twitter-Seite bekannt, dass er seine Position als Gitarrist bei Bring me the Horizon beendet. Als Grund hierfür gab er an, dass innerhalb der Band eine hohe Spannung herrschte und es sehr viele Unstimmigkeiten mit anderen Bandmitgliedern gab, welche er jedoch nicht nennen will.